# Rakšické louky
Rakšické louky este o arie protejată (arie specială de conservare — SAC, sit de importanță comunitară — SCI) din Republica Cehă întinsă pe o suprafață de 74,98 ha, integral pe uscat.

## Localizare
Centrul sitului Rakšické louky este situat la coordonatele 49°01′05″N 16°19′21″E / 49.018056°N 16.3225°E.

## Înființare
Situl Rakšické louky a fost declarat sit de importanță comunitară în aprilie 2005 pentru a proteja 2 specii de animale. Situl a fost protejat și ca arie specială de conservare în martie 2017.

## Biodiversitate
Situată în ecoregiunea continentală, aria protejată nu include niciun habitat protejat.
La baza desemnării sitului se află mai multe specii protejate de  amfibieni (2): buhai de baltă cu burta roșie (Bombina bombina), triton cu creastă (Triturus cristatus).